# 東大門運動場
東大門運動場（韓語：동대문운동장）位於韓國首爾，它包括綜合體育場、東大門棒球場和其他體育設施。它位在東大門和東大門市場旁，所以附近有許多販賣體育相關用品的店家。

## 历史
於1925年10月15日啓用，於2008年清拆，原址於2009年興建東大門設計廣場及歷史文化公園。首爾地鐵2號線設有東大門運動場站（今名：東大門歷史文化公園站）。